# بفافنهوفن أن در إلم
فافنهوفن آن در ايلم (بالألمانية: Pfaffenhofen an der Ilm) هي بلدة ألمانية تقع في ألمانيا في Pfaffenhofen. يقدر عدد سكانها بـ 23,716 نسمة .

## المدن التوأمة
مدينة فاليفو هي مدينة توأمة لـفافنهوفن آن در ايلم.

## أعلام
- فريدريك فرانز باور
- ميشائيل هيفيلي
- إيرين مان
- يورغن فوخس